# Силин, Владимир Андреевич
Влади́мир Андре́евич Силин (22.04.1924 — 01.11.2003) — командир отделения связи взвода управления 1214-го легкого артиллерийского полка, сержант — на момент представления к награждению орденом Славы 1-й степени.

## Биография
Родился 22 апреля 1924 года в городе Омск. Окончил 7 классов. Работал электросварщиком на паровозоремонтном заводе.
В 1942 году был призван в Красную Армию Ленинским райвоенкоматом города Омск. На фронте в Великую Отечественную войну с августа того же года. К весне 1943 года младший сержант Силин был телефонистом 1214-го легкого артиллерийского полка 46-й артиллерийской бригады. В июне 1943 года за обеспечение бесперебойной связи был награждён медалью «За боевые заслуги».
20 октября 1943 года в районе села Старая Лутава младший сержант Силин под огнём противника проложил связь через реку Днепр, устранил 10 порывов на линии. 23 октября во время боя за деревню Севки проложил линии связи с пехотными подразделениями, что дало возможность артиллерии поддержать пехоту при взятии села. Был награждён орденом Отечественной войны 2-й степени. Вскоре был назначен командиром отделения связи.
21-22 декабря 1943 года в бою около деревни Хабылыщино младший сержант Силин под сильным огнём противника обеспечивал бесперебойную телефонную связь с батареями, устранил 4 порыва на линии. Отражая вражеские контратаки, из автомата лично поразил более 10 противников.
Приказом по войскам 12-й артиллерийской дивизии прорыва от 25 января 1944 года младший сержант Силин Владимир Андреевич награждён орденом Славы 3-й степени.
14 января 1945 года во время наступления в районе населенного пункта Лагув сержант Силин под сильным обстрелом противника устранил 13 порывов на линиях, обеспечив надежную связь командира своего полка с артиллерийскими дивизионами и командиром 965-го стрелкового полка. 17 января при прокладке линии связи бойцы отделения во главе с Силиным вступили в схватку с засадой противника и, ликвидировав 9 противников, 7 взяли в плен. Был представлен к награждению орденом Красного Знамени, командующим артиллерией 69-й армии статус награды был изменен.
Приказом по войскам 1-го Белорусского фронта от 8 марта 1945 года сержант Силин Владимир Андреевич награждён орденом Славы 2-й степени.
23 апреля 1945 года сержант Силин на плоту преодолел реку Шпре южнее города Фюрстенвальде и установил телефонную связь через водный рубеж. Попытки противников нарушить её не увенчались успехом. В бою на плацдарме умело организовал оборону своего участка, в результате чего было уничтожено до 10 вражеских солдат, 6 взято в плен.
Указом Президиума Верховного Совета СССР от 15 мая 1946 года за образцовое выполнение боевых заданий командования на фронте борьбы с немецкими захватчиками и проявленные при этом мужество и отвагу сержант Силин Владимир Андреевич награждён орденом Славы 1-й степени. Стал полным кавалером ордена Славы.
В марте 1947 года старшина Силин был демобилизован.
Вернулся в родной город. Работал начальником отделения эксплуатации районного отделения «Сельхозтехники», директором автоколонны базы «Октябрьская». Член КПСС с 1951 года. Жил в городе Омск. 
Скончался 1 ноября 2003 года. Похоронен в Омске на Старо-Северном кладбище.
Награждён орденами Отечественной войны 1-й и 2-й степеней, Славы 1-й, 2-й и 3-й степеней, медалями, в том числе «За боевые заслуги». В городе Омск на здании училища, которое он окончил, установлена мемориальная доска. В Омской области В поселке Крутая горка В честь Силина Владимира Андреевича названа улица Силина В.А